# Triyaningsih
Triyaningsih (sinh ngày 15 tháng 5 năm 1987) là một vận động viên chạy đường dài người Indonesia. Cô đã thi đấu tại marathon tại Thế vận hội mùa Hè 2012, về đích thứ 84 với thời gian chạy 2:41:15.

## Thành tích thi đấu
| Năm                | Giải đấu                                               | Địa điểm             | Thứ hạng           | Nội dung           | Chú thích          |
| Đại diện Indonesia | Đại diện Indonesia                                     | Đại diện Indonesia   | Đại diện Indonesia | Đại diện Indonesia | Đại diện Indonesia |
| ------------------ | ------------------------------------------------------ | -------------------- | ------------------ | ------------------ | ------------------ |
| 2007               | Đại hội Thể thao Đông Nam Á                            | Nakhon Ratchasima    | thứ nhất           | 5000 m             | 15:54.32           |
| 2007               | Đại hội Thể thao Đông Nam Á                            | Nakhon Ratchasima    | thứ nhất           | 10.000 m           | 34.07.35           |
| 2009               | Đại hội Thể thao Đông Nam Á                            | Viêng Chăn           | thứ nhất           | 5000 m             | 15:56.79           |
| 2009               | Đại hội Thể thao Đông Nam Á                            | Viêng Chăn           | thứ nhất           | 10.000 m           | 34:52.74           |
| 2010               | Đại hội Thể thao châu Á                                | Quảng Châu           | thứ 9              | 10.000 m           | 33:07.45           |
| 2010               | Đại hội Thể thao châu Á                                | Quảng Châu           | thứ 4              | Marathon           | 2:31:49            |
| 2011               | Vô địch châu Á                                         | Kobe                 | thứ 6              | 5000 m             | 16:05.18           |
| 2011               | Universiade                                            | Thâm Quyến           | thứ 10             | 5000 m             | 16:26.06           |
| 2011               | Universiade                                            | Thâm Quyến           | thứ 4              | 10.000 m           | 34:04.92           |
| 2011               | Đại hội Thể thao Đông Nam Á                            | Palembang, Indonesia | thứ nhất           | 5000 m             | 16:06.37           |
| 2011               | Đại hội Thể thao Đông Nam Á                            | Palembang, Indonesia | thứ nhất           | 10.000 m           | 34:52.74           |
| 2011               | Đại hội Thể thao Đông Nam Á                            | Palembang, Indonesia | thứ nhất           | Marathon           | 2:45:35            |
| 2012               | Thế vận hội                                            | Luân Đôn             | thứ 84             | Marathon           | 2:41:15            |
| 2013               | Đại hội Thể thao Đông Nam Á                            | Naypyidaw            | thứ nhì            | 5000 m             | 16:24.36           |
| 2013               | Đại hội Thể thao Đông Nam Á                            | Naypyidaw            | thứ nhất           | 10.000 m           | 34:32.68           |
| 2015               | Đại hội Thể thao Đông Nam Á                            | Singapore            | thứ nhất           | 5000 m             | 16:18.06           |
| 2015               | Đại hội Thể thao Đông Nam Á                            | Singapore            | thứ nhất           | 10.000 m           | 33:44.53           |
| 2017               | Điền kinh tại Đại hội Thể thao Đoàn kết Công giáo 2017 | Baku, Azerbaijan     | thứ 8              | 5000 m             | 17:57.52           |